# Menyunyur
Menyunyur is een bestuurslaag in het regentschap Tuban van de provincie Oost-Java, Indonesië. Menyunyur telt 1051 inwoners (volkstelling 2010).